# Gelidium
Gelidium är ett släkte rödalger. Några av arterna i släktet används för att tillverka agar, även kallat agar-agar, varav de kan kallas agartång. Odling sker bland annat i Japan (arten Gelidium amansii, japanskt namn: tengusa). Bladen samlas in under maj–september för hand efter att ha spolats iland på stranden. Släktets vetenskapliga namn Gelidium betyder ungefär "som stelnar", härlett från latinets gelare, med betydelsen "stelna" eller "isas".